# Célula Th17
As células T auxiliares 17 (Th17) são um tipo de células T auxiliares pró-inflamatórias definidas pela sua produção de interleucina 17 (IL-17). Elas são relacionados às células T reguladoras e os sinais que causam a diferenciação das T h 17  inibem a diferenciação em Treg. As Th17s apresentam diferenças em termos de desenvolvimento em relação a  Th1 e Th2 . As células  Th17 desempenham um papel importante na manutenção das barreiras mucosas e contribuem para a eliminação de patógenos nas superfícies mucosas; essas células Th 17 protetoras e não patogênicas foram denominadas como células Treg17.
Essas células também foram relacionadas também a distúrbios autoimunes e inflamatórios. A diminuição da quantidade de células Th17 nas superfícies da mucosa tem sido associada à inflamação crônica e translocação microbiana. Estas células reguladoras Th 17 podem ser geradas por TGF-beta mais IL-6 in vitro.

## Diferenciação
Tal como as células T reguladoras convencionais (T reg ), a indução de células Treg 17  pode desempenhar um papel importante na modulação e prevenção de certas doenças autoimunes. As células Treg17 (Regulatory Th 17) são geradas a partir de células CD4 + T.
O fator de crescimento transformador beta (TGF-β), a interleucina 6 (IL-6), a interleucina 21 (IL-21) e a interleucina 23 (IL-23) contribuem para a formação das Th17 em camundongos e humanos. Os fatores-chave na diferenciação das células Th17 são o transdutor de sinal e o ativador da transcrição 3 (Stat3) e os receptores órfãos relacionados ao receptor de ácido retinóico gama (RORγ) e alfa (RORα). Quando as células T virgens são expostas às citocinas mencionadas acima, elas se diferenciam em células Th17 são. Essas citocinas são produzidas por células apresentadoras de antígenos (APCs) ativadas após contato com patógenos. As células Th17 podem alterar seu programa de diferenciação dando origem a células patogênicas protetoras ou pró-inflamatórias. As células Th17 protetoras e não patogênicas induzidas por IL-6 e TGF-β são denominadas como células Treg 17. As células Th17 reativas são induzidas por IL-23 e IL-1β. A IL-21, produzida pelas próprias células Th17, também pode iniciar uma rota alternativa para a ativação de populações Th17.

## Função
As células Th17 desempenham um papel na imunidade adaptativa protegendo o corpo contra patógenos. A imunidade antifúngica parece estar limitada a locais específicos com alguns efeitos colateraisobservados. Suas principais citocinas efetoras são IL-17A, IL-17F, IL-21 e IL-22, bem como fator estimulador de colônia de granulócitos-macrófagos (GM-CSF). As citocinas da família IL-17 (IL-17A e IL-17F) têm como alvo células do sistema imunológico inato e células epiteliais, entre outras, para produzir G-CSF e IL-8 (CXCL8), o que leva à produção e recrutamento de neutrófilos. Desta forma, a linhagem de células Th17 parece ser um dos três principais subconjuntos de células T efetoras, pois estas células estão envolvidas na regulação de neutrófilos, enquanto as células Th2 regulam eosinófilos, basófilos e mastócitos, e Th1 células regulam macrófagos e monócitos . Assim, três subconjuntos de células T auxiliares são capazes de influenciar a parte mielóide do sistema imunológico, em grande parte responsável pela defesa inata contra patógenos.
As células Treg17 produzem IL-17 e IL-10, além de um baixo nível de IL-22, e suprimem as respostas autoimunes e outras respostas imunes. As células CD4 + T polarizadas com IL-23 e IL-6 são patogênicas após a transferência adotiva em modelo murino de diabetes tipo 1, enquanto as células polarizadas com TGF-beta e IL-6 não são patogênicas. O receptor de hidrocarboneto aril intracelular (AhR), que é ativado por certos compostos aromáticos, é especificamente expresso em células Treg17. Estas células são reguladas por IL-23 e TGF-beta. A produção de IL-22 neste subconjunto de células Th17 é regulada por AhR e as células Treg17 são dependentes da ativação do fator de transcrição Stat3.
As células Tn17 também mediam a regressão de tumores em modelos de camundongos, mas também promovem a formação de tumores induzida por inflamação colônica em camundongos. Como outras células T auxiliares, as células Th17 interagem intimamente com as células B em resposta a patógenos. As células Th17 estão envolvidas no recrutamento de células B através da sinalização da quimiocina CXCL13, e a atividade Th17 pode estimular a produção de anticorpos.

## Em doenças
A desregulação de Th17 e a mudança para células de fenótipo  Th17 patogênico têm sido associadas a distúrbios autoimunes e inflamação. No caso de distúrbios autoimunes, a ativação excessiva das células  Th17 pode causar uma quantidade inadequada de inflamação, como no caso da artrite reumatóide. As células Th17 também demonstraram ser necessárias para a manutenção da imunidade da mucosa. No HIV, a perda de populações de células  Tn17 pode contribuir para a infecção crônica.

### Papel nas doenças autoimunes
As células  Th17, particularmente as células Th17 autoespecíficas, estão associadas a doenças autoimunes, como esclerose múltipla, artrite reumatóide e psoríase. A superativação das Th17 contra autoantígenos pode causar complexos imunes do tipo 3 e hipersensibilidade mediada pelo sistema complemento. A artrite reumatóide ou a reação de Arthus pertencem a esta categoria. A superativação contra autoantígenos e a existência prolongada de células Th17 têm consequências deletérias em doenças autoimunes como a artrite reumatóide.
A erosão óssea causada por células osteoclásticas maduras é comum em pacientes com artrite reumatóide. Células T auxiliares ativadas como Th1, Th2 e Th17 são encontradas na cavidade sinovial durante o tempo de inflamação devido à artrite reumatóide. Os mecanismos conhecidos associados à diferenciação de precursores de osteoclastos em osteoclastos maduros envolvem as moléculas de sinalização produzidas por células imuno-associadas, bem como o contato direto célula a célula de osteoblastos e precursores de osteoclastos. No entanto, foi sugerido que Th17 também pode desempenhar um papel mais importante na diferenciação de osteoclastos através do contato célula a célula com precursores de osteoclastos.
As células Th17 podem contribuir para o desenvolvimento da resposta asmática de fase tardia devido ao seu aumento na expressão gênica em relação às células Treg.

### Papel das células Th17 na patogênese do HIV
A depleção das populações de células Th17 no intestino leva ao rompimento da barreira intestinal, aumentando os níveis de movimento de bactérias para fora do intestino através da translocação microbiana e contribuindo para a infecção crônica pelo HIV e progressão para AIDS. A translocação microbiana resulta em bactérias que se deslocam para fora do lúmen intestinal, para a lâmina própria, para os linfonodos e para os tecidos não linfáticos. O aumento das populações de células Th17 no intestino demonstrou ser um tratamento eficaz e possivelmente preventivo.
Embora todas as células T CD4+ sejam severamente atingidas pelo HIV, a perda de células Th17 intestinais em particular tem sido associada a sintomas de infecção crônica e patogênica por HIV e SIV. A translocação microbiana é um fator importante que contribui para a inflamação crônica e ativação imune no contexto do HIV. Nos casos não patogênicos de SIV, a translocação microbiana não é observada. As células Th17 previnem a infecção grave pelo HIV, mantendo a barreira epitelial intestinal durante a infecção pelo HIV no intestino. Por causa de seus altos níveis de expressão de CCR5, o co-receptor do HIV, eles são preferencialmente infectadas. Assim, é através da depleção das células Th17 que ocorre a translocação microbiana.
Além disso, a perda das células Th17 do intestino leva a uma perda de equilíbrio entre células Th17 e células T reguladoras, suas contrapartes anti-inflamatórias. Devido às suas propriedades imunossupressoras, acredita-se que diminuam a resposta antiviral ao HIV, contribuindo para a patogênese.
A revitalização de células Th17 demonstrou-se eficaz para diminuir os sintomas da infecção crônica, incluindo a diminuição da inflamação, e resulta em melhores respostas ao tratamento anti-retroviral altamente ativo (HAART) . Este é um achado importante – a translocação microbiana resulta em falta de resposta à HAART. Os pacientes continuam a apresentar sintomas e não apresentam uma carga viral tão reduzida quanto o esperado. Num modelo de SIV em macaco Rhesus, verificou-se que a administração de IL-21, uma citocina que estimula a diferenciação e proliferação de Th17, diminui a translocação microbiana aumentando as populações de células Th17. Espera-se que mais imunoterapias direcionadas às células Th17 possam ajudar os pacientes que não respondem bem à HAART.

### Contribuição das células Th17 na tuberculose
Estudos recentes reconheceram que T h 17 As células T podem desempenhar um papel na tuberculose. Células T polifuncionais com características de Th17 estão presentes em menor número em indivíduos que progridem para tuberculose ativa após a infecção. Em tecido pulmonar  de indivíduos com TB ativa ou prévia, células produtoras de IL-17 foram identificadas, incluindo células antígeno-específicas contra Mycobacterium tuberculosis.

### Papel da Vitamina D
Descobriu-se que a forma ativa da vitamina D 'prejudica gravemente' a produção das citocinas IL-17 e IL-17F pelas células Th17. Assim, a forma ativa da vitamina D é um inibidor direto da diferenciação de Th 17. Desta forma, a administração oral de vitamina D3 foi proposta como uma ferramenta promissora para o tratamento de doenças mediadas por Th17. Em pacientes jovens com asma, as células dendríticas tratadas com vitamina D3 reduziram significativamente a porcentagem de células Th17, bem como a produção de IL-17.

## História da pesquisa
Pesquisas iniciadas em 2004 em modelos de camundongos elucidaram os fatores de transcrição e as citocinas que provocam a diferenciação em células Th17.